# Armadillo mayeti
Armadillo mayeti là một loài chân đều trong họ Armadillidae. Loài này được Simon miêu tả khoa học năm 1885.